# Rubrogryllus coloratus
Rubrogryllus coloratus är en insektsart som beskrevs av Joyce Winifred Vickery 1997. Rubrogryllus coloratus ingår i släktet Rubrogryllus och familjen syrsor. Inga underarter finns listade i Catalogue of Life.